# Здание Министерства иностранных дел России
Здание Министерства иностранных дел — одна из семи построенных «сталинских высоток». Возведено в 1948—1953 годах по проекту архитекторов В. Г. Гельфрейха, М. А. Минкуса и конструкторов Г. М. Лимановского и С. Д. Гомберга для Министерства иностранных дел СССР.Но шпиль который есть на всех «сталинских высоток» на здании Министерства иностранных дел СССР был сделан по позже, его не смогли сделать из-за того что МИД бы рухнул на землю, а сделали его из лёгкого железа

## История

Проект здания МИДа, конец 1940-х годов

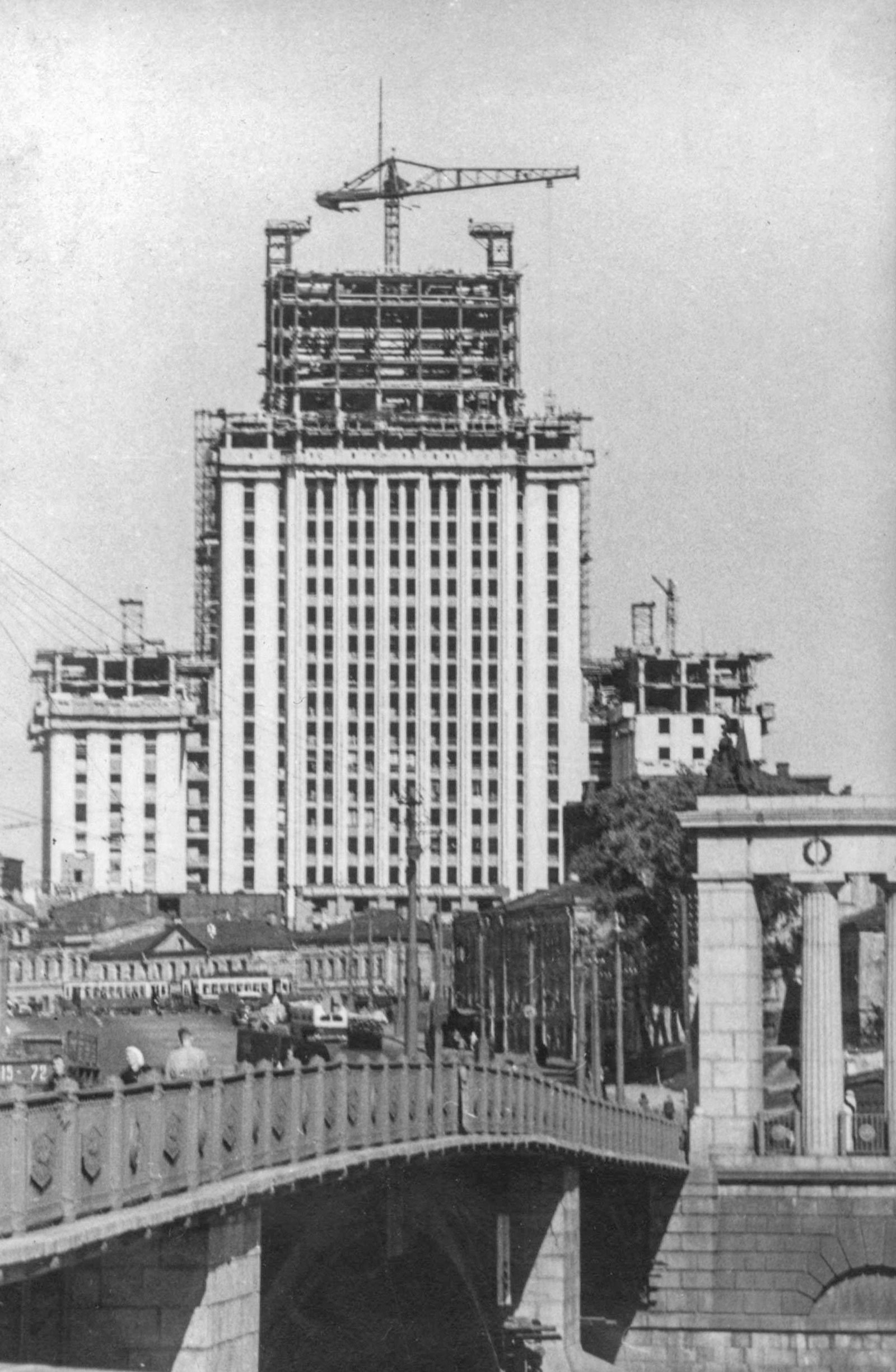
Строительство здания (1951)

Изначально участок, на котором стоит здание МИДа, предназначался для размещения Дома иностранного туризма. Его строительство начали в 1931 году по проекту сотрудника щусевской мастерской Георгия Яковлева. После возведения корпуса по Денежному переулку стройку заморозили. Здание переименовали в Дом пролетарского туризма и экскурсий, в 1934 году продолжили возводить по проекту архитекторов Ильи Голосова и Дмитрия Булгакова. В 1939-м семиэтажное строение было включено как крыло в проект административного здания Наркомата мясной и молочной промышленности, проект которого разработали архитекторы И. В. Шервуд и С. С. Ганешин, однако война помешала его реализации. Габариты и абрис плана сооружения из этого проекта легли в основу здания МИД, а построенные в довоенное время корпуса по Арбату и Денежному переулку вошли в архитектурный ансамбль данного здания.
Здание МИДа, как и остальные сталинские высотки, было заложено 7 сентября 1947 года. Фактически строительство началось в октябре 1948 года по проекту архитекторов Гельфрейха и Минкуса, и конструкторов Гомберга и Лимановского. Строительство было завершено в июле 1952 года
(по другим данным, в 1953 году).
Проектирование происходило в несколько этапов. На первом архитекторы получили задание разработать три варианта будущего здания, которые бы различались композиционными приёмами, архитектурными решениями, а также высотой — от 9 до 40 этажей. На следующем этапе работа происходила уже над двумя отобранными версиями: 16-этажного здания (с подчёркнутым фронтом фасада и тремя ярусами, убывающими по высоте) и 20-этажного (с чётко выраженной устремлённостью вверх, без разделения по вертикали). Их эскизные проекты были представлены правительству. Оба варианта получили хорошие оценки, однако для дальнейшей разработки был утверждён второй, получивший впоследствии Сталинскую премию по архитектуре. Сначала был собран каркас здания во всю длину, а само строительство происходило сверху вниз — начинали бетонирование с верхнего этажа и спускались по мере застывания к фундаменту.

## Архитектура

### Здание
Зданию приписывают схожесть с Вулворт-билдинг на Манхэттене. Архитектурный облик восходит к английской готике: его особенностью являются жёсткие рёбра, подчёркивающие высоту постройки и устремлённость вверх. Здание имеет ярусное строение с постепенным сужением и облегчением масс кверху. Завершения ярусов, в отличие от других высоток, плоские — без башен или вазонов и оформлены мерлонами.

Нам представлялось, что устремленное ввысь сооружение должно свободно стоять среди окружающей застройки, омываемое со всех сторон светом и воздухом, способствуя свободному пространственному построению всего городского ансамбля района <…> Для того чтобы высотное здание не казалось чуждым среди рядовой застройки, но естественно вырастало из неё, мы создали террасообразную композицию, при которой объёмы сооружения повышаются постепенно, переходя затем в динамически устремляющуюся вверх высотную часть <…> Нами применена система последовательно повторяющихся четырёхбашенных венчаний, придающих архитектуре всего сооружения праздничный и целостный характер, объединяющих его сильным и торжественным лейтмотивом. Точно так же повторяется мотив обелисков.
— Михаил Минкус, Владимир Гельфрейх
Центральная часть здания состоит из 27 этажей, её высота — 172 метра. Цоколь облицован красным гранитом, а фасад — светлыми керамическими блоками. На главном фасаде, на высоте 114 метров, установлен герб СССР, который смонтирован из железобетона и занимает площадь 144 м². Порталы постройки украшены металлическими решётками и лепниной, выполненной скульптором Георгием Мотовиловым. По бокам от порталов расположены крупные обелиски из тёмно-серого камня. Центральная часть высотки через уступы ярусов переходит в боковые 16-этажные крылья, а за ними — в 6-этажные. Эти корпуса связывают массив здания с окружающей его жилой застройкой.

### Шпиль
Согласно проекту, центральная часть здания венчалась прямоугольной башней. В 1951 году здание было практически завершено, о чём свидетельствует памятная надпись на самой высотке. К 34-й годовщине Октября был достроен шпиль по личному указанию Иосифа Сталина (по другим данным, указание установить шпиль на уже готовом здании дал Лаврентий Берия). Возражающему Владимиру Гельфрейху было сказано: «Если Вы не сделаете это, то будет дано поручение другому архитектору». Облегчённая вершина сооружения не выдержала бы каменную надстройку, поэтому решили установить декоративный, смонтированный из окрашенных охрой стальных листов, итоговый вес шпиля составил 350 т, высота — 56 м. Его хрупкость стала причиной того, что здание МИДа является единственной сталинской высоткой, не увенчанной пятиконечной звездой. Существует легенда, согласно которой архитектор Минкус после смерти Сталина написал письмо Никите Хрущёву с просьбой демонтировать шпиль, но получил отказ с комментарием: «Пусть шпиль останется памятником глупости Сталина».
В период с 1972 по 2009 года шпиль исследовали минимум шесть раз. Инженеры отмечали его неудовлетворительное состояние, связанное с коррозией обшивки и каркаса. Полную замену обшивки, а также частичную — площадок и ограждений рекомендовали ещё в 1983 году, но ремонт так и не был произведён. В 1984 году одна из башен шпиля рухнула. В 2014 году специалисты Центрального научно-исследовательского института строительных конструкций имени Кучеренко изучили состояние конструкции. Они выявили полную коррозию некоторых элементов, а также установили, что несущая способность строения составляет менее 50 %. Однако начать ремонт не удалось из-за гнездовья сокола-сапсана в шпиле.
В сентябре 2016 года приступили к замене шпиля. В 2017 его полностью демонтировали и распилили на сувениры. 15 сентября этого же года возведение нового шпиля, являющегося полной копией прежнего, было завершено. Его каркас сделан из чёрной стали, а облицовка — из нержавейки, внешняя конструкция покрыта керамической плиткой. Вес новой конструкции составил 250 тонн. Одновременно с установкой в здании заменили фрагменты крыши, отремонтировали технические помещения и вентиляционные камеры, восстановили пилоны и облицовку высотки, проложили новые инженерные сети. На 2018 год назначено начало реконструкции 16-этажного правого корпуса.

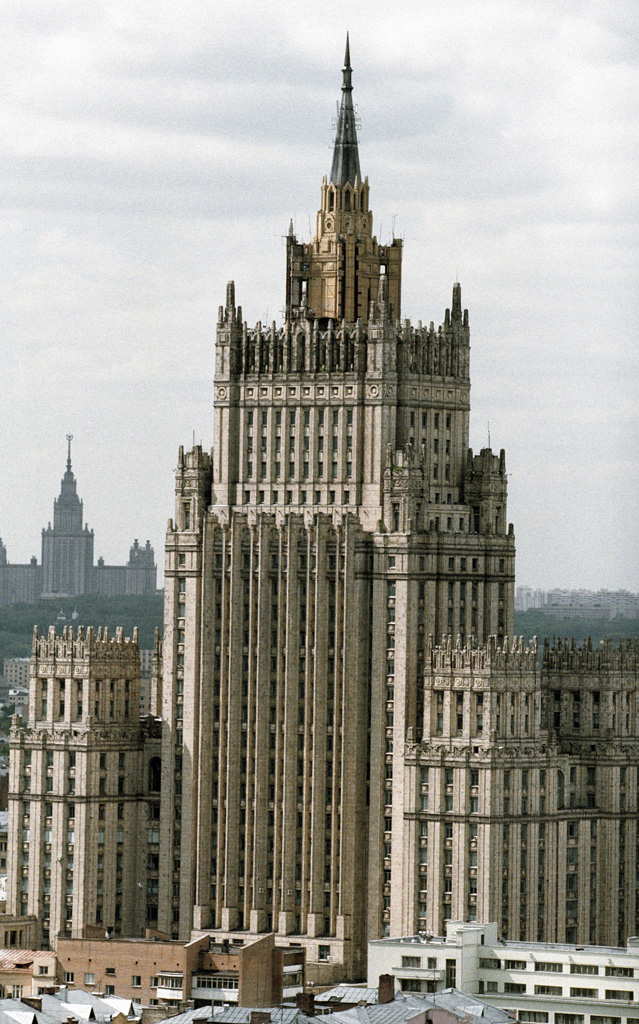
Здание в 1999 году
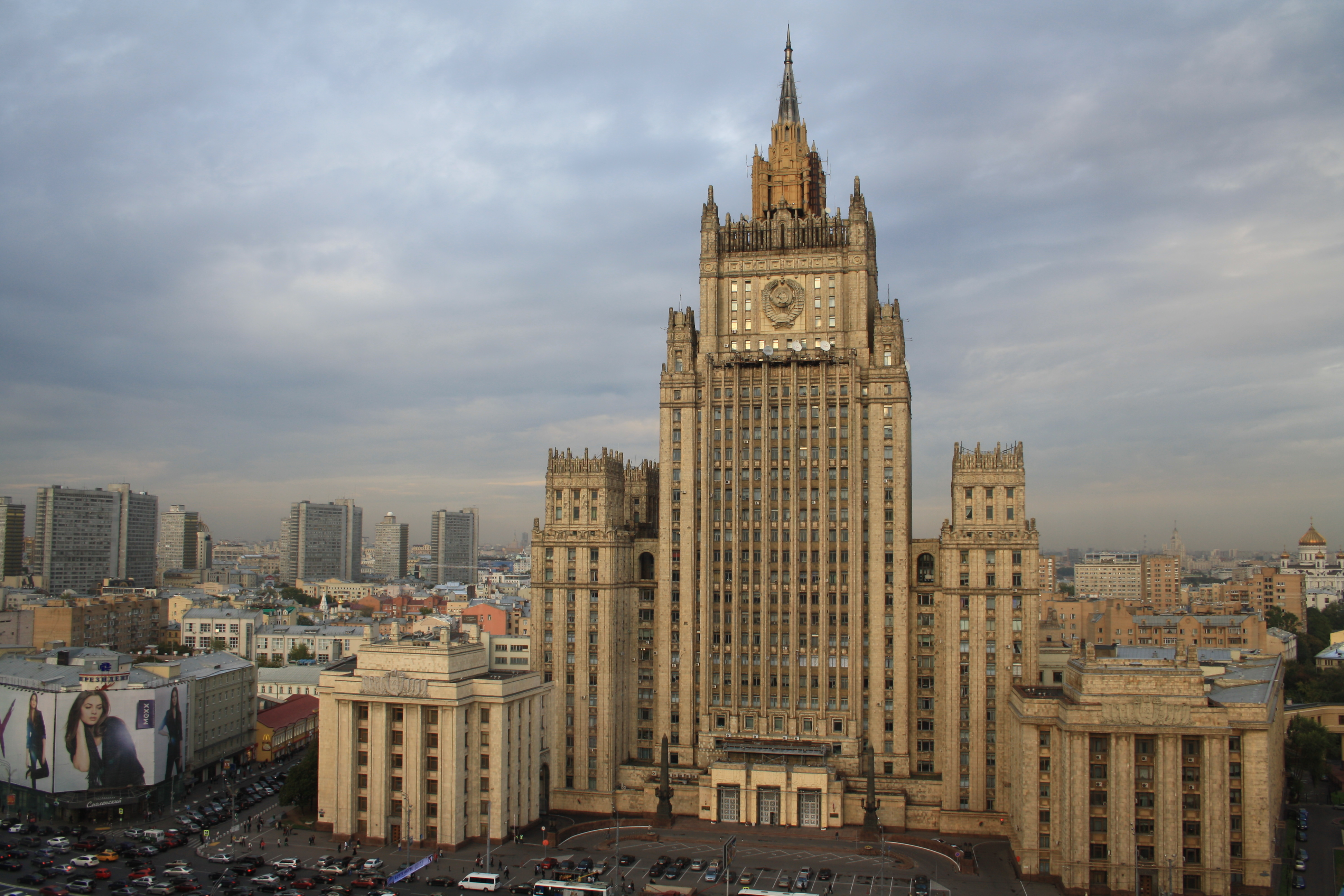
Здание в 2010 году
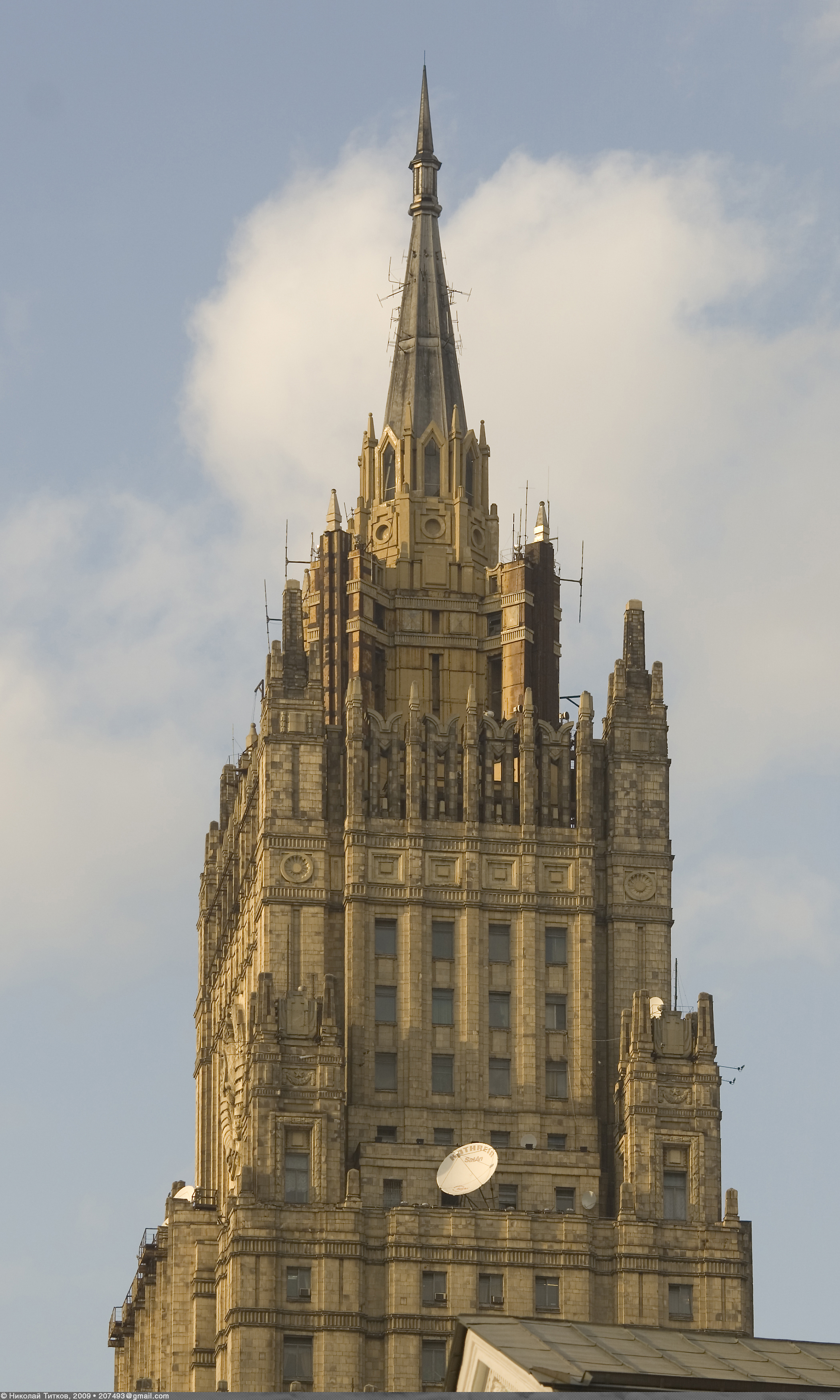
Шпиль до реконструкции (2009)
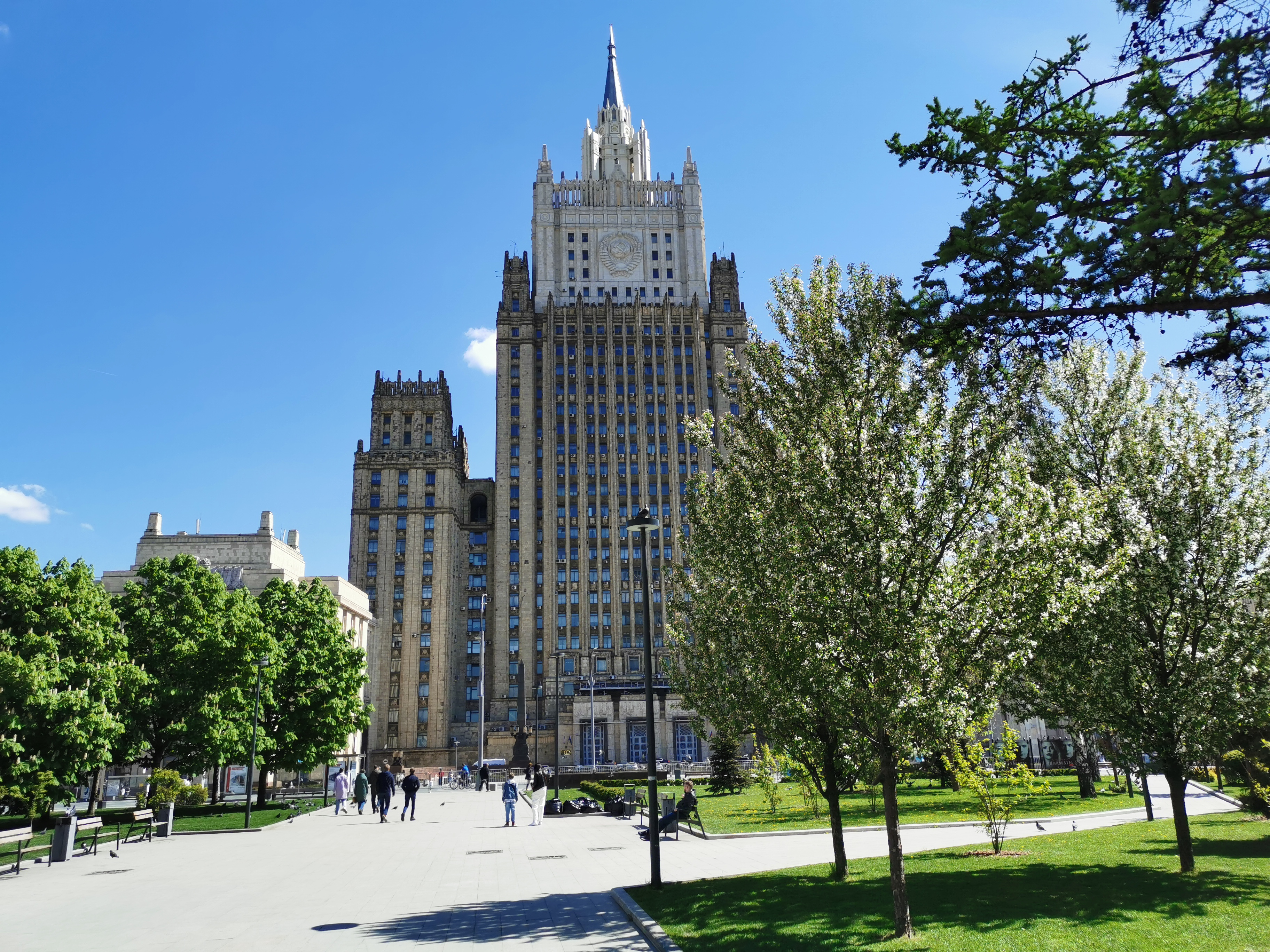
Шпиль после реконструкции
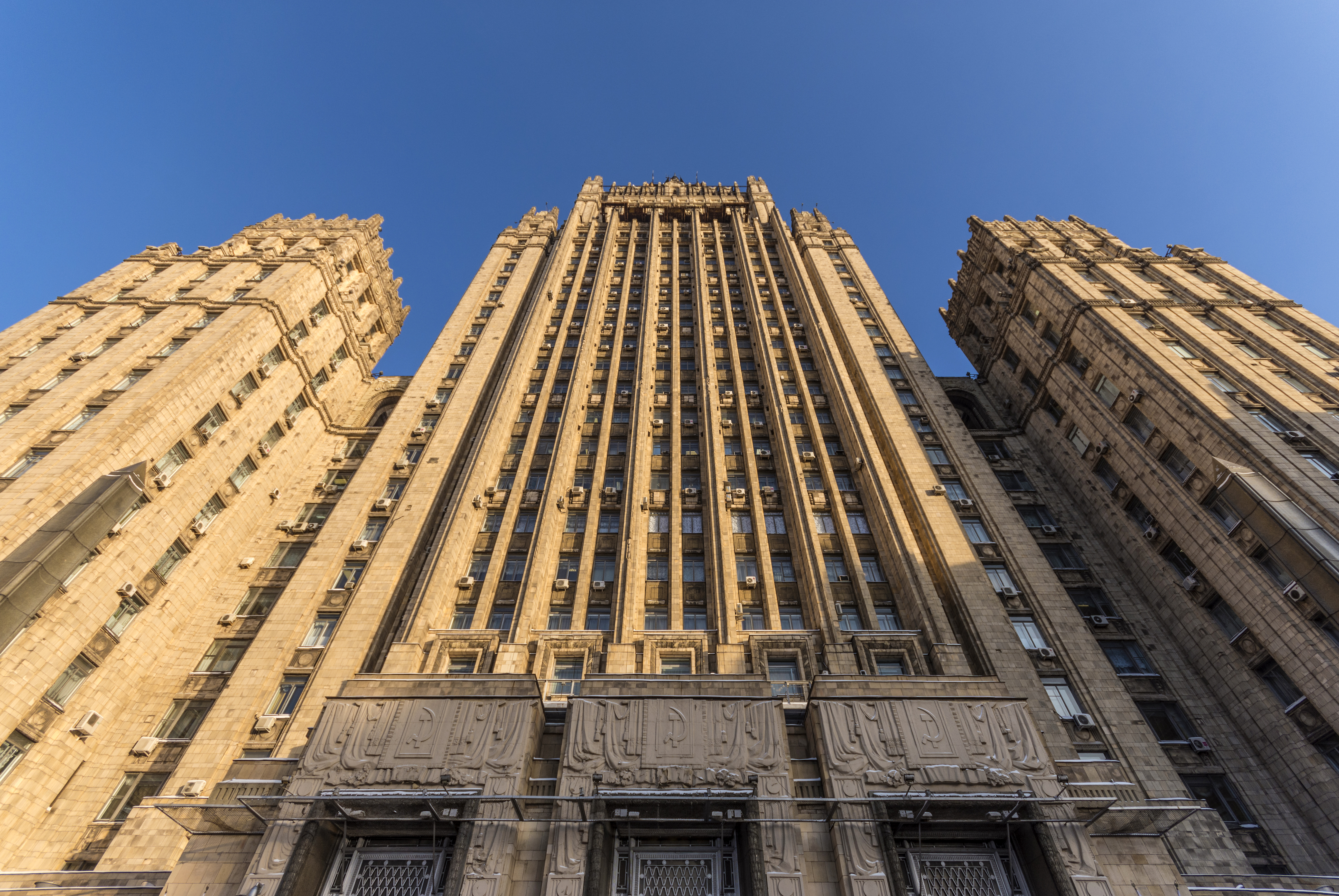
Главный фасад
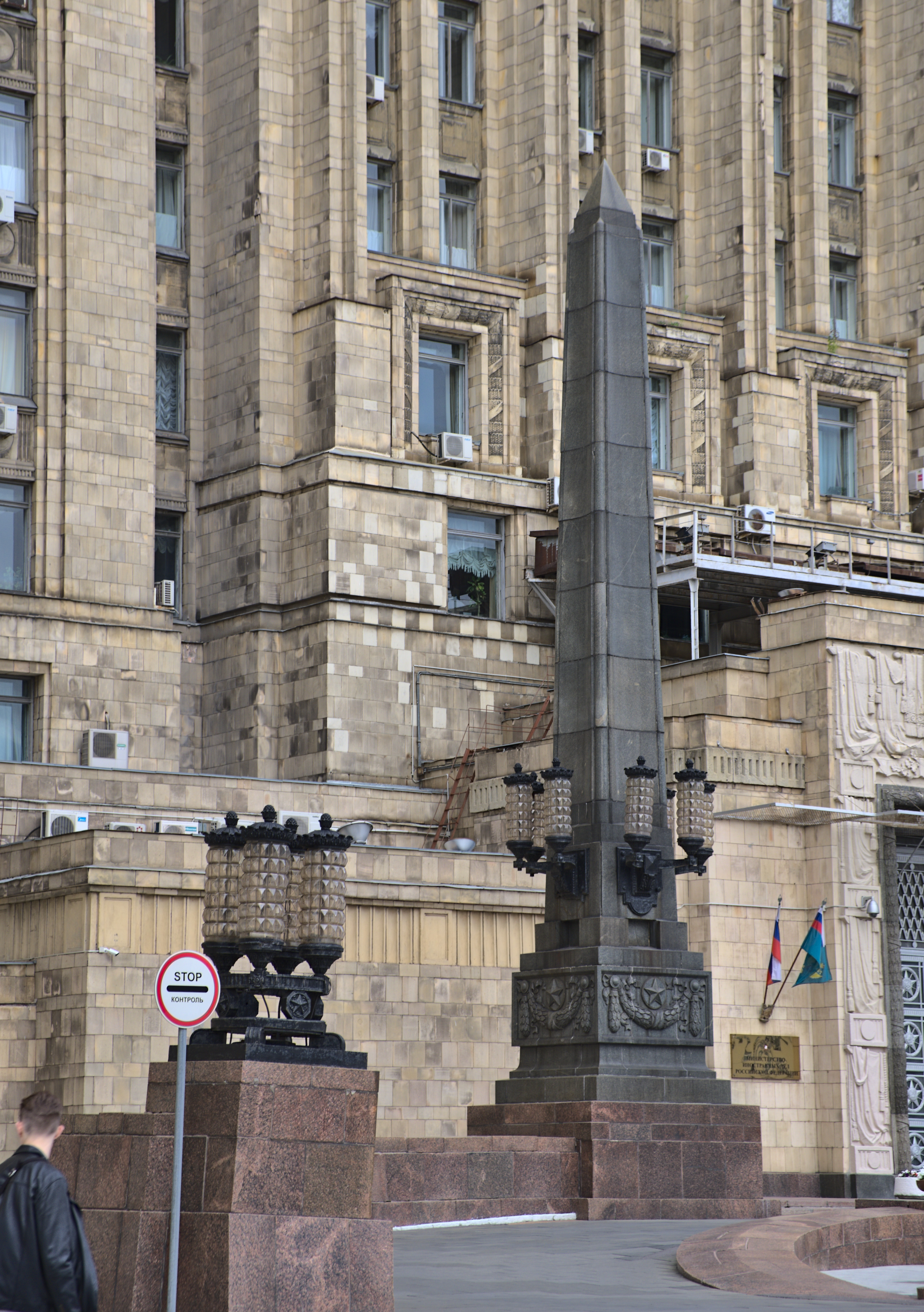
Обелиск у входа

## Интерьеры
Общая площадь всех помещений МИДа — 65 тыс. м² (кубатура 402 тыс. м³), из них около двух тысяч — рабочие и обслуживающие помещения. Всего в здании на момент сооружения было установлено 28 лифтов, в том числе 18 скоростных.
Вестибюль облицован светлым мрамором — им оформлены стены, колонны, фризы на стенах, а также полы в виде коврового рисунка из полированного чёрного гранита. Витражи дверей, обрамление проёма, капители и решётки выполнены из латуни и анодированного под латунь алюминия. Из вестибюля в подземный гардероб можно попасть с помощью четырёх эскалаторов.
Стены зала собраний, рассчитанного на 500 мест, также облицованы искусственным мрамором. Мебель и деревянная отделка выполнены из карельской берёзы и полированного ореха, обивка кресел и портьеры — из красного бархата.